# Generalfullmakt
En generalfullmakt är en obegränsad fullmakt, med andra ord en fullmakt utan inskränkningar. En generalfullmakt ger således befogenhet att vidta alla åtgärder som den som ställer ut fullmakten själv får göra. Motsatsen, en fullmakt som enbart ger rätt att vidta vissa åtgärder, kallas enkel fullmakt.

## Sverige
I Sverige gäller reglerna i 2 kap avtalslagen för hur fullmakt kommer till stånd och om rättsförhållandet mellan huvudmannen och fullmäktigen samt deras rättsförhållande till tredje man.